# Polanowice (Lubusz)
Pour les articles homonymes, voir Polanowice.
Polanowice (prononciation : [pɔlanɔˈvit͡sɛ] ; en allemand : Niemitzsch ; en bas sorabe : Němšk) est un village de la gmina de Gubin dans le powiat de Krosno Odrzańskie de la voïvodie de Lubusz dans l'ouest de la Pologne.
Le village comptait approximativement une population de 81 habitants  en 2011.

## Histoire
L'ancienne forteresse slave (gord) de Niempsi, située dans la partie orientale de la marche de l'Est saxonne proche de la frontière avec la Pologne, fut mentionnée pour la première fois dans un acte de l'an 1000, délivré par l'empereur Otton III. Il transmet alors par cette charte le domaine à l'abbaye de Nienburg. Il appartient aux terres conauis par le prince Boleslas Ier pendant la guerre germano-polonaise à partir de 1002 mais retournent au Saint-Empire en 1032 et font dès lors partie de la marche de Lusace (Basse-Lusace).
Jusqu'à la fin de la Seconde Guerre mondiale, ce village était sur le territoire du Reich allemand, incorporé dans la province de Brandebourg au sein de l'État de Prusse sous le nom de Niemitzsch. En 1945, la région est rattachée à la république de Pologne et la population germanophone restante était expulsée (voir Évolution territoriale de la Pologne).
De 1975 à 1998, le village appartenait administrativement à la voïvodie de Zielona Góra.

Depuis 1999, il appartient administrativement à la voïvodie de Lubusz